# Essey-la-Côte
Pour les articles homonymes, voir Essey (homonymie).
Essey-la-Côte est une commune française située dans le département de Meurthe-et-Moselle et la région Grand Est.
Selon Jean Spaite, les gentilés seraient les Aceyens et les Aceyennes mais l'auteur ne cite aucune référence ce qui laisse planer un doute sur cette affirmation.

## Géographie

### Localisation
|                | Vennezey      | Giriviller |
| Saint-Boingt   | Essey-la-Côte |            |
| Damas-aux-Bois | Haillainville |            |

Le territoire de la commune a une superficie de 660 hectares, dont 160 environ de forêts communales et privées. Il est situé en limite du département des Vosges.

### Hydrologie
La plus grande partie du territoire se situe dans le bassin versant du ruisseau du Palebœuf qui est un affluent de l'Euron, lui-même affluent de la Moselle. Le Palebœuf est situé en limite Sud puis Est du territoire. Il reçoit les ruisseaux du Breuil, de Franc-fossé, du Ru-de-la-Goule et du Goutal. Les versants ouest et sud-ouest de la côte d'Essey se déversent dans le bassin versant de l'Euron.

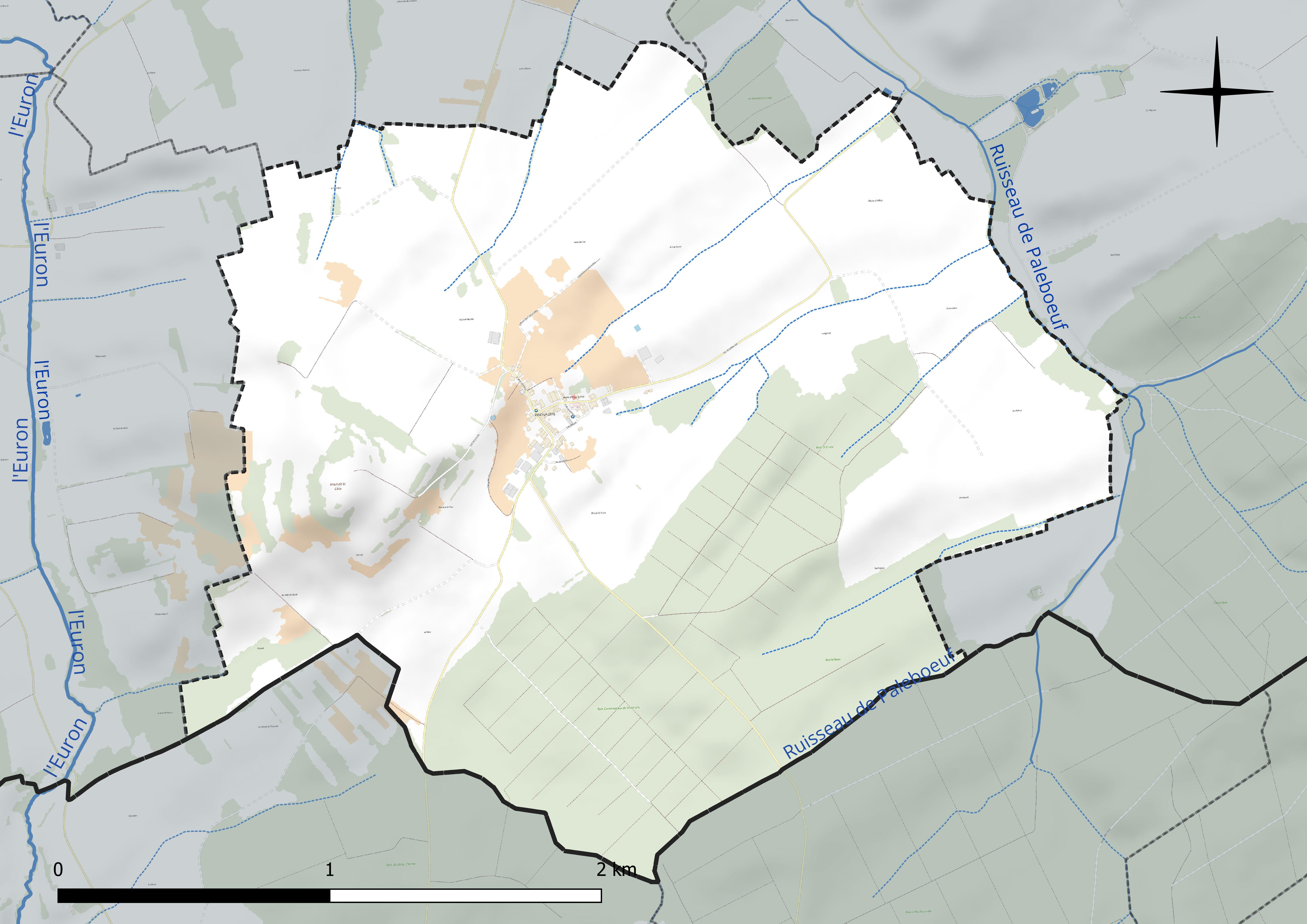
Réseau hydrographique d'Essey-la-Côte.

### Altitude
Le bâtiment de la mairie est à 320 mètres d'altitude. Le territoire culmine à 422 mètres au sommet de la côte et le point le plus bas se situe à 285 mètres en limite du territoire de Giriviller.

### Communication
Le village est traversé par la route départementale no 144 reliant Vennezey au nord à Haillainville au sud-est. Les villages voisins de Damas-aux-Bois et de Giriviller sont reliés par des routes communales. Le village voisin de Saint-Boingt n'est pas directement accessible.

### Volcan et côte d'Essey

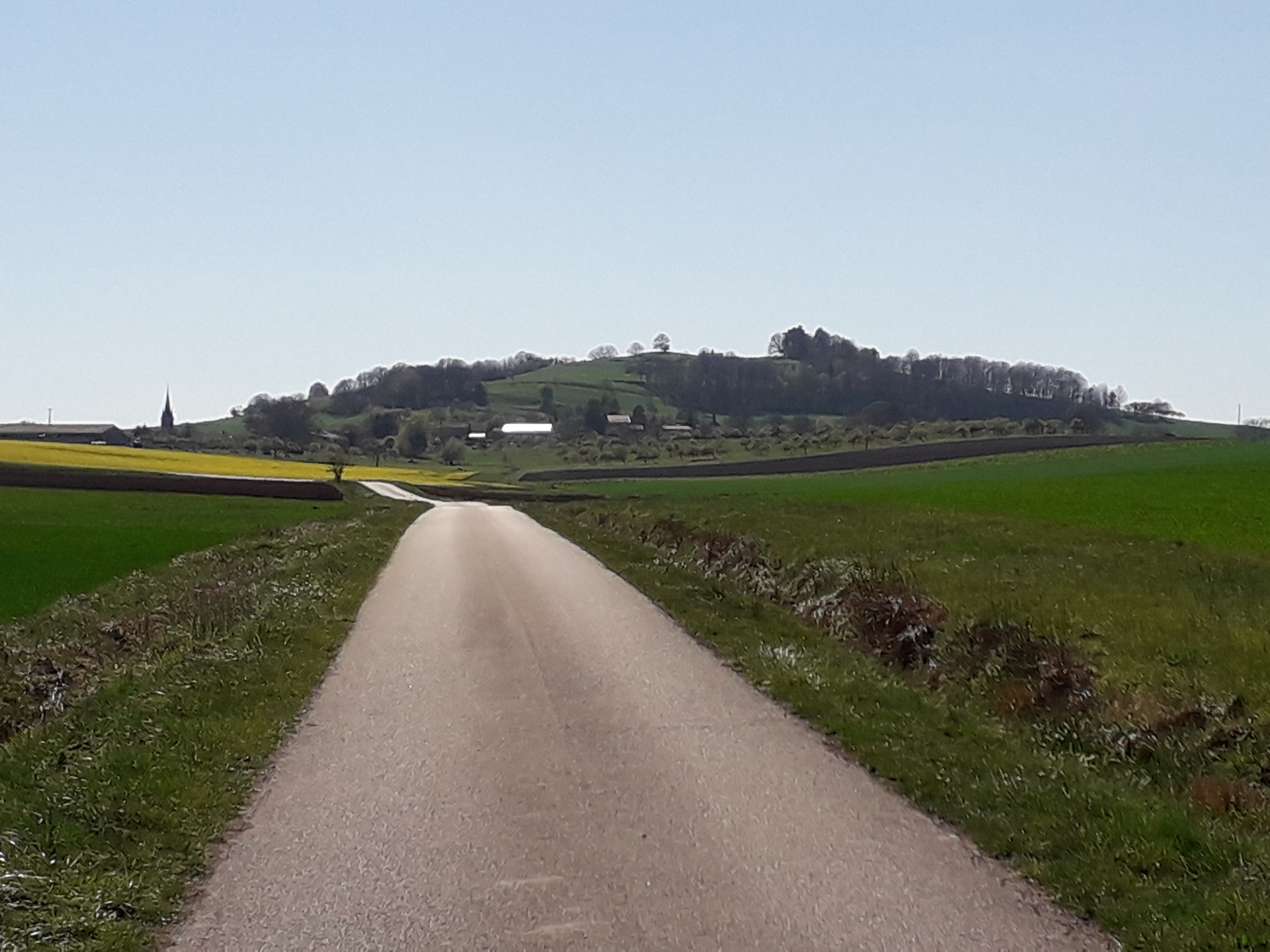
La côte d'Essey.

Une curiosité géologique peut être observée depuis le village d'Essey-la-Côte et les villages environnants. Il s'agit d'un ancien volcan culminant à 415 m (100 m de dénivelé par rapport au village d'Essey-la-Côte). Il s'est formé il y a quelque 27 millions d'années environ (Oligocène supérieur), lors de l'activité tertiaire du fossé rhénan.
Dans un article de 1885, Charles Velain publie un croquis représentant la côte d'Essey et la colline de la Molotte en coupe. Il y fait figurer cinq « cheminées » verticales qu'il appelle des « épanchements basaltiques » alignés selon un axe sud-est à nord-ouest. Le conduit de la Molotte est le plus important. Si l'on se réfère à ce schéma, c'est donc bien l'ensemble de l'élévation qui est de nature volcanique et pas seulement l'une ou l'autre colline. Toujours selon le même alignement, Velain représente deux autres « cheminées » sur le territoire de Hadigny-les-Verrières, de part et d'autre de la route départementale no 32 et à proximité de l'ancienne ferme de Bédon (aujourd'hui démolie).

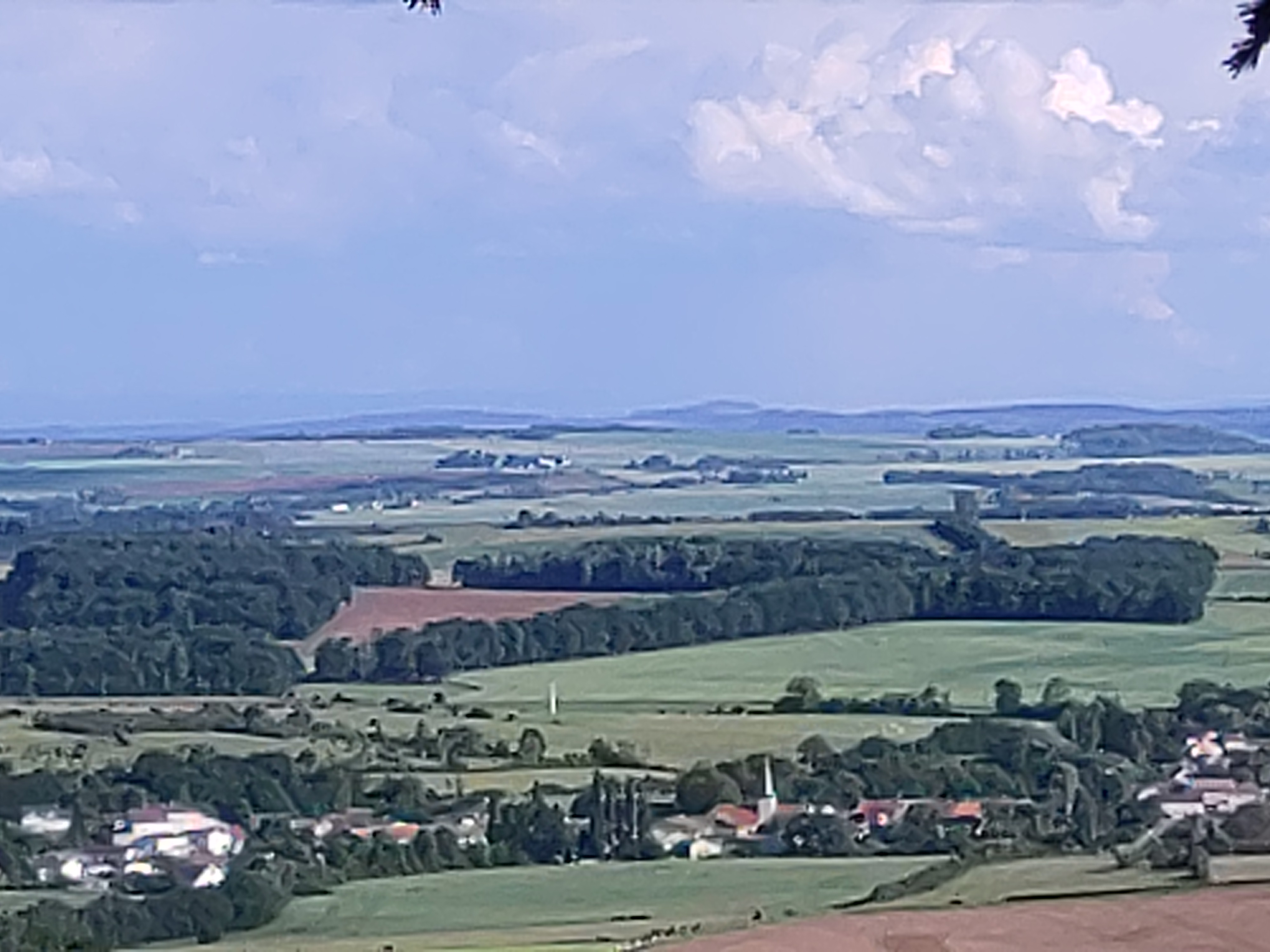
À l'horizon, la côte d'Essey vu depuis l'église d'Amance soit 39 km ; à gauche de la côte, on devine les éoliennes d'Ortoncourt. Au premier plan, le clocher de Laître-sous-Amance

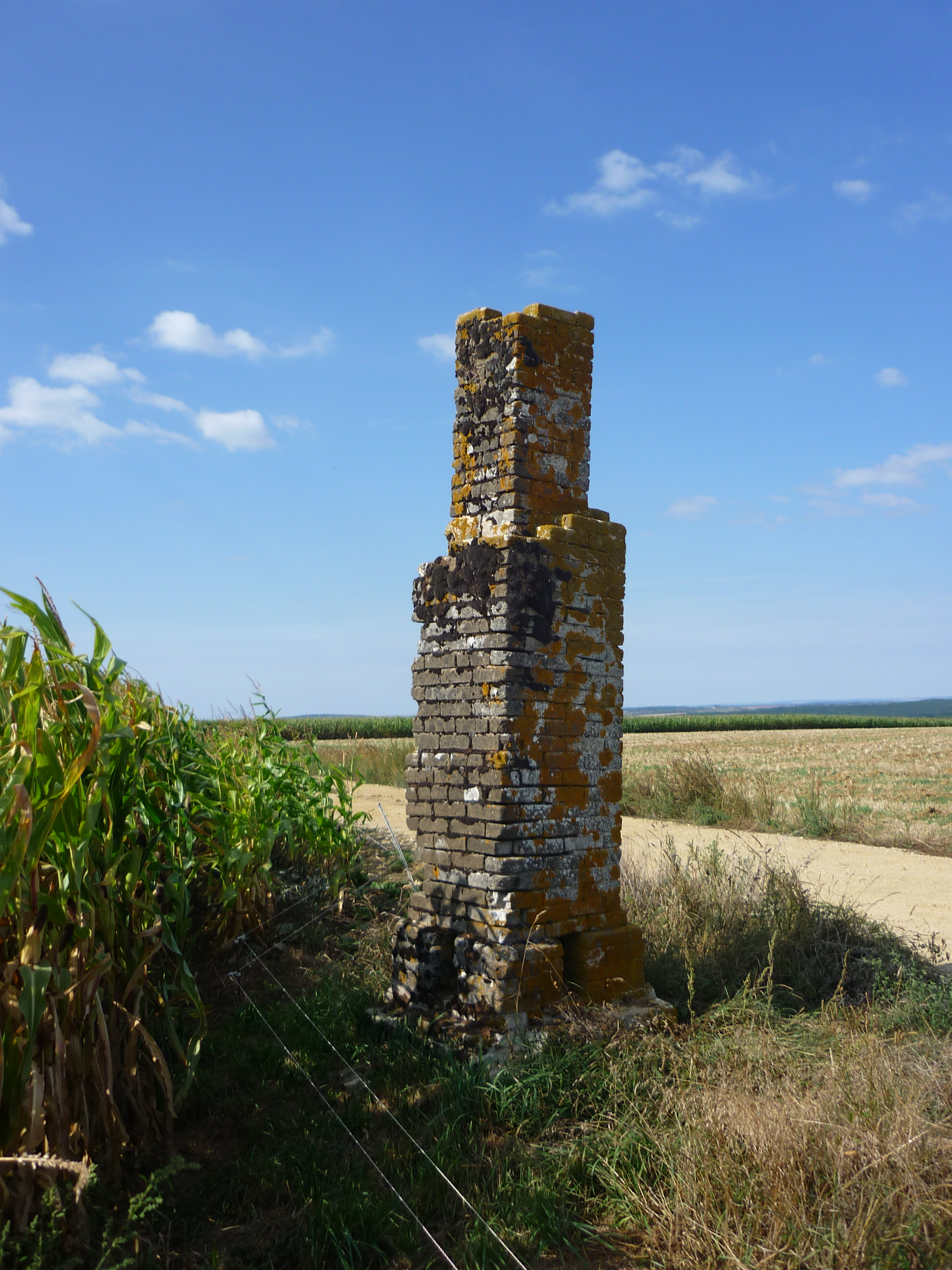
Cheminée géodésique de Rehaincourt.

Dans les champs, on peut trouver des pierres noires, du basalte, qui ont jailli du volcan. Cette roche a été étudiée et datée en 1976 pour servir de standard géochimique (dit « basalte BR », classé parmi les Néphélinites à mélilite) au Centre de recherches pétrographiques et géochimiques (CRPG) de Nancy. Ce standard est un étalon utilisé lors du contrôle et du calcul des analyses chimiques.
La composition de la roche magmatique la rapproche de roches de celles trouvées sur les pentes du Nyiragongo en République démocratique du Congo, sur la presqu'île du Cap-Vert à Dakar au Sénégal ou encore dans certaines zones de l'archipel d'Hawaï.
Au milieu du XIXe siècle, une carrière exploitait le basalte au lieu-dit la Molotte. Lors de la création de la ligne de chemin de fer Nancy-Sarrebourg, Les passages à niveaux furent pavés avec cette roche. Selon le témoignage d'anciens habitants, au début du XXe siècle une voie ferrée étroite dite « voie de 60 » reliait encore cette carrière à la route départementale no 144, au lieu-dit derrière la chapelle. Un concasseur de pierres y avait été installé.

#### Cheminée géodésique
Jusqu'aux années 1990, il existait au sommet de la côte d'Essey une petite colonne en briques de ciment d'environ 1,2 mètre de haut et de 0,35 mètre de côté. Sa base était ouverte afin de distinguer une borne IGN. Les habitants d'Essey-la-Côte appelait cette petite construction : « la cheminée ». Il s'agissait d'une « cheminée géodésique ». Elle est aujourd'hui disparue.

### Climat
Pour des articles plus généraux, voir Climat du Grand Est et Climat de Meurthe-et-Moselle.
En 2010, le climat de la commune est de type climat des marges montargnardes, selon une étude du Centre national de la recherche scientifique s'appuyant sur une série de données couvrant la période 1971-2000. En 2020, Météo-France publie une typologie des climats de la France métropolitaine dans laquelle la commune est exposée à un climat semi-continental et est dans la région climatique  Lorraine, plateau de Langres, Morvan, caractérisée par un hiver rude (1,5 °C), des vents modérés et des brouillards fréquents en automne et hiver.
Pour la période 1971-2000, la température annuelle moyenne est de 9,4 °C, avec une amplitude thermique annuelle de 16,9 °C. Le cumul annuel moyen de précipitations est de 865 mm, avec 12,2 jours de précipitations en janvier et 9,9 jours en juillet. Pour la période 1991-2020, la température moyenne annuelle observée sur la station météorologique de Météo-France la plus proche, « Roville », sur la commune de Roville-aux-Chênes à 11 km à vol d'oiseau, est de 10,3 °C et le cumul annuel moyen de précipitations est de 833,3 mm. 
La température maximale relevée sur cette station est de 40 °C, atteinte le 25 juillet 2019 ; la température minimale est de −24,5 °C, atteinte le 2 janvier 1971,,.
Les paramètres climatiques de la commune ont été estimés pour le milieu du siècle (2041-2070) selon différents scénarios d'émission de gaz à effet de serre à partir des nouvelles projections climatiques de référence DRIAS-2020. Ils sont consultables sur un site dédié publié par Météo-France en novembre 2022.

## Urbanisme

### Typologie
Au 1er janvier 2024, Essey-la-Côte est catégorisée commune rurale à habitat dispersé, selon la nouvelle grille communale de densité à sept niveaux définie par l'Insee en 2022.
Elle est située hors unité urbaine et hors attraction des villes,.

### Occupation des sols
L'occupation des sols de la commune, telle qu'elle ressort de la base de données européenne d’occupation biophysique des sols Corine Land Cover (CLC), est marquée par l'importance des territoires agricoles (66,9 % en 2018), en diminution par rapport à 1990 (70,3 %). La répartition détaillée en 2018 est la suivante : terres arables (38,5 %), forêts (29,2 %), prairies (28,3 %), zones urbanisées (3,9 %), zones agricoles hétérogènes (0,1 %). L'évolution de l’occupation des sols de la commune et de ses infrastructures peut être observée sur les différentes représentations cartographiques du territoire : la carte de Cassini (XVIIIe siècle), la carte d'état-major (1820-1866) et les cartes ou photos aériennes de l'IGN pour la période actuelle (1950 à aujourd'hui).

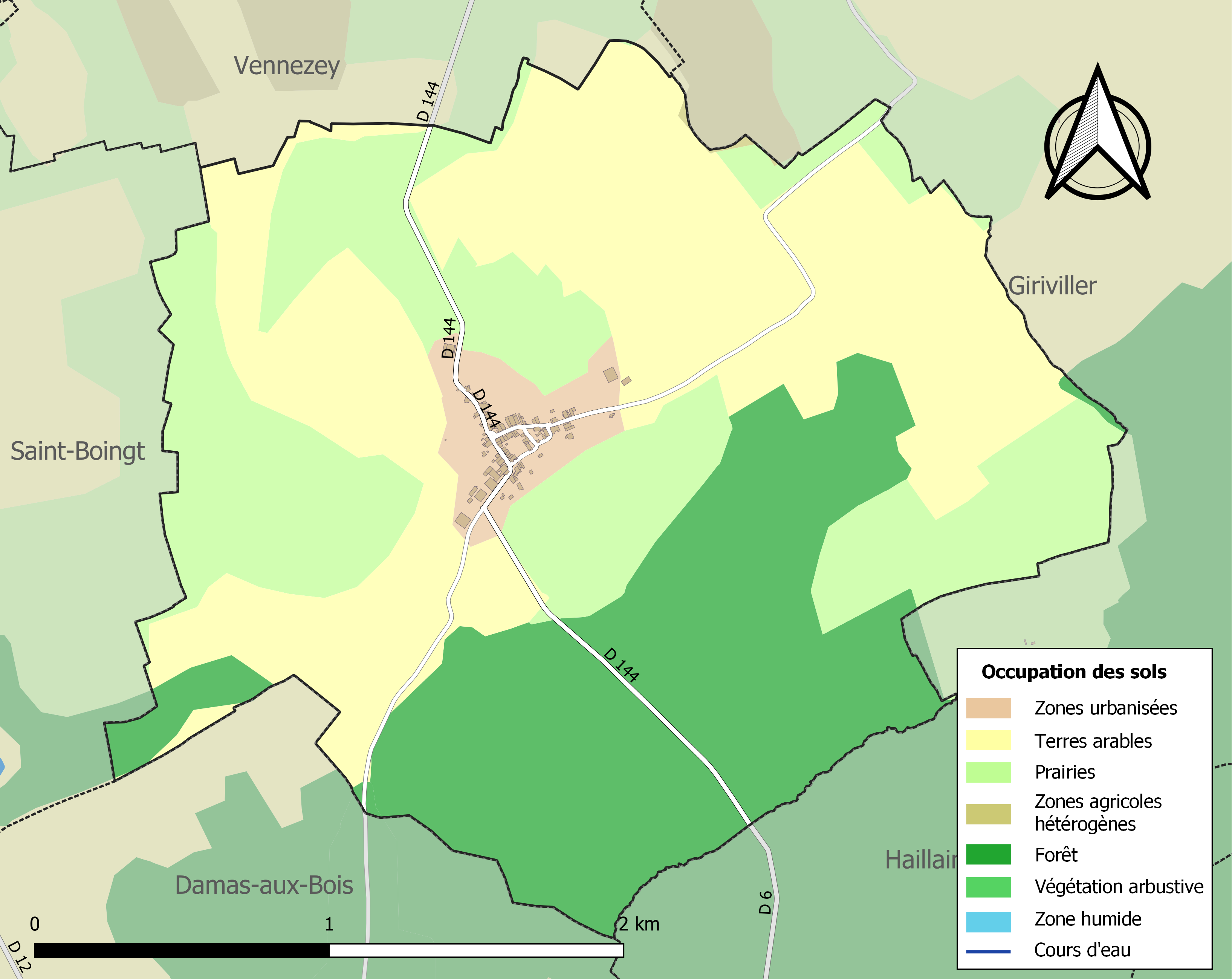
Carte des infrastructures et de l'occupation des sols de la commune en 2018 (CLC).

## Toponymie
Le village est mentionné sous le nom d'Alodium de Hassay en 1157 ; d'Accium et Aceium en 1189 ; Ascey en 1265 ; Assey en 1286 ; Escey en 1350 ; Asseyum en 1433 ; Essey près de Wenezey en 1533 ; Essey-en-Vosges en 1564 ; Essey-lès-Vosges en 1614 (AD54 B7369) ; Essey-Sous-La-Côte en 1708 ; Haut-Essey en 1710, Essey-sous-la-Côte pendant la Révolution. Henri Lepage indique aussi Aciaca mais ne précise pas à quelle date.

Selon Jean Spaite, le toponyme se serait formé sur la base du nom romain ACCIUS et signifierait : le domaine d'Accius. Pour Aude Wirth, l'origine pourrait aussi être le nom gaulois ACIUS.

Essey-Sous-La-Côte en 1708, comme l'attestation ancienne l'indique, Essey se trouve au pied de la Côte-d,Essey.
La « cheminée » principale du volcan s'appelle « la Molotte », qui est également le nom du lieu-dit jusqu'en 1990. Il s'agit de la colline secondaire sur le flanc nord-ouest de la côte d'Essey[réf. nécessaire].

## Histoire

### Période pré-romaine
Au sommet de la côte d'Essey, les archéologues font état d'une castramétation antérieure à l'époque gallo-romaine. Il s'agirait d'une enceinte protohistorique qui aurait pu être l'un des habitats correspondant aux tertres de la Naguée et à ceux d'Haillainville et de Damas-aux-bois (voir ces communes sur Wikipedia). Des sondages réalisés en 1981 ont révélé les traces d'une occupation hallstattienne et d'une implantation gallo-romaine. Aux abords de ce cône volcanique, il a également été découvert des outils paléolithiques en basalte.
Le territoire est traversé du nord au sud par une ancienne voie, probablement pré-romaine, dont on aperçoit encore quelques traces au lieu-dit "la Saux", à proximité du territoire de Damas-Aux-Bois. Selon l'abbé Idoux, cette voie reliait Giriviller à Portieux. De son côté, Jean Godfrin mentionne un diverticule entre Giriviller et Moyen. Il ne peut s'agir que du prolongement de la voie de Portieux à Giriviller. Dans la monographie d'Essey-la-Côte, il est mentionné des vestiges de voie antique à proximité de la Chapelle. Elle serait orientée vers le nord-est. Il s'agit probablement d'un tronçon de la voie de la Saux qui, à proximité immédiate du village, se nomme chemin de derrière-la-rue.

### Moyen Âge
Au haut Moyen Âge et selon la carte de A. Fournier, le village faisait partie du pagus calvomontensis que l'on appellera plus tard « le Chaumontois ». Essey-la-Côte est mentionné dans une charte de Lorraine en 1157 à propos des revenus et possessions de l'abbaye de Belchamp. Le nom du village est mentionné sous le nom d'Accium dans une charte de Pierre de Brixey, évêque de Toul, pour l'abbaye de Beaupré en 1189. À Cette période de l'histoire, le village fait partie du bailliage de Nancy.
Par un acte passé devant le duc Ferry au mois d'août 1291, Aubry de Haudonville, sa femme Hawis et leur fille Emeline vendent à l'abbaye de Moyenmoutier « tout l'éritage, toutes les censes, toutes droitures qu'ils avoient à Acey (Essey), Rozeruelles (Rozelieures) et on ban, à Venerzey (Vennezey), et on ban, en preiz, en boix et en champs ».
Dans une « littera patronatus de Vernezeyo » (lettre au patronage de Vennezey) écrite en latin en 1302, les habitants de « villæ Aceyo » (Essey-la-Côte) reconnaissent avoir la charge d'entretien de la toiture de la chapelle (probablement l'ancienne église). Dans cette lettre, on apprend aussi que la communauté dépend de la paroisse de Vennezey, du doyenné de Flavigny et du diocèse de Toul. Il est également dit que le droit de patronage appartient à l'abbaye de Chaumouzey.

### Ancien régime
Le village dépendait de deux seigneuries distinctes. Celle qui était nommée « la Rue » appartenait au couvent de Moyenmoutier qui la céda à la fin du XVIIe siècle à l'abbaye Saint-Léopold de Nancy. L'autre seigneurie était nommée « la haute Essey » et dépendait du marquisat de Gerbéviller. Selon les documents consultés, on peut conclure, sans preuve formelle, que la seigneurie « la rue » correspondait à la partie basse de l'actuelle rue St-Léopold et s'arrêtait à l'intersection de la rue Général Leclerc. La seigneurie « Haute Essey » correspondait à l'actuelle rue Général Leclerc et à la partie haute de l'actuelle rue St-Léopold. Chaque seigneur avait ses officiers de justice qui « connaissaient » (traitaient) les affaires en première instance. Les appels étaient portés au bailliage de Nancy.
Le village a beaucoup souffert pendant la guerre de Trente Ans. En 1678, « il n'y avait plus assez d'habitants pour créer un Maire dans la seigneurie de la rue car toutes ses maisons étaient détruites ».
En 1691, Gaston de Tornielle, marquis de Gerbéviller, vend à Laurent Pancheron, seigneur des Hautes et Basses Ferrières ses droits de seigneur de Giriviller et d'Essey-la-Côte pour 35 000 francs barrois.
Selon l'édit du duc Léopold du 31 août 1698, le village est rattaché au bailliage de Lunéville.
Le 7 janvier 1708, Anne-Adrienne de Juvrecourt, veuve de Laurent Pancheron de son vivant seigneur de Serrières, reprend en fief du duc de Lorraine la terre et seigneurie « d'Essey-sous-la-côte ». Selon Henri Lepage, il s'agit de la seigneurie dite « haute Essey » et Anne-Adrienne de Juvrecourt n'en reprend que les trois-quarts.
En 1710, la communauté était composée de seulement 17 habitants.
Jusqu'à la Révolution française, Essey-la-Côte était une annexe de la paroisse de Vennezey. En 1802, Essey devient une paroisse et Vennezey son annexe. En 1822 seulement, la forêt qui était commune avec Vennezey est partagée entre les deux villages.

### Révolution française
Lors de la création des départements français, « Essey-sous-la-Côte » a d'abord fait partie du département des Vosges, district de Rambervillers, canton de Fauconcourt avant d'être rattaché au département de la Meurthe.
En 1792, le district de Lunéville condamne à la prison deux prêtres réfractaires qui avaient dit la messe et confessé à Essey-la-Côte.

### Époque moderne
Lorsque la médaille de Sainte-Hélène est créée, elle est attribuée à deux habitants de la commune ayant combattu sous le Premier Empire et qui sont encore vivants en 1857. Il s'agit de Nicolas Dablainville né en 1784. Il a été enrôlé dans un régiment de train des équipages de 1806 à 1814. Il fit la campagne de Prusse et d'Espagne. Le second est Jean-Nicolas Xoual né en 1785. Il faisait partie du 7e régiment d'artillerie à pied de 1813 à 1814. Il a participé au blocus de Mayence et est rentré en garnison à Auxonne.
Dans la monographie éditée pour l'Exposition universelle de 1889, il est indiqué au chapitre « cultures », 11 hectares de vignes et un hectare de houblonnière. À la même période, il est indiqué que les anciens du village parlent le « patois montagnard » tandis que les plus jeunes parlent le français mélangé de patois. Le même document indique qu'il aurait existé un télégraphe aérien au sommet de la Côte. Cette indication est très curieuse car elle ne figure sur aucun autre document.
Le phylloxéra est découvert à Essey en 1898. Les 18 ha du vignoble sont contaminés. La surface donnée ici est nettement supérieure à celle du paragraphe précédent. Le rapport du Conseil général indique aussi que « Les vignerons ainsi que l'administration municipale sont pleins de bonne volonté ».
Le 2 juillet 1907, le ministère de l'intérieur publie un arrêté accordant la médaille d'honneur des sapeurs pompiers. Parmi ceux-ci, on distingue Eugène Litaize comme récipiendaire pour plus de trente années de service au sein de la subdivision d'Essey. Cette information permet de dater à minima l'ancienneté du corps local de pompiers.
Par décret ministériel du 16 novembre 1910, les biens de la « fabrique de l'église d'Essey »  placés sous séquestre sont attribués au bureau de bienfaisance de la commune. Cela signifie qu'il n'avait pas été créé d'association cultuelle, conformément à la loi de séparation des Églises et de l'État. Ces biens comprenaient du mobilier de l'église d'Essey, une rente sur l'État de 123 francs, un jardin et trois petites chenevières. Les terrains dépendaient de l'église annexe de Vennezey.
En août 1914, juste avant le début de la bataille de Rozelieures, les Allemands bombardent la Côte d'Essey de manière intense. Selon Barrès, les tirs auraient duré 52 heures. Ce bombardement était inutile car aucune installation militaire n'était présente. Entre le 24 août et le début de septembre 1914, pendant le redéploiement des forces alliées entre la Grande Retraite et la première bataille de la Marne, la côte d'Essey « fume comme un volcan », du fait de son rôle important comme poste d'artillerie, notamment dans le secteur du 52e bataillon de chasseurs alpins,.
Le site Mémoire des hommes recense 88 soldats français tués sur le territoire communal en 1914. Ce nombre ne tient pas compte des blessés qui ont été déplacés avant de mourir.
En janvier 1941, des loups sont aperçus sur le territoire. Il semble que ce soit le dernier signalement en Lorraine au XXe siècle. La même année, le conseil municipal est dissous par décision administrative du régime de Vichy.

## Politique et administration

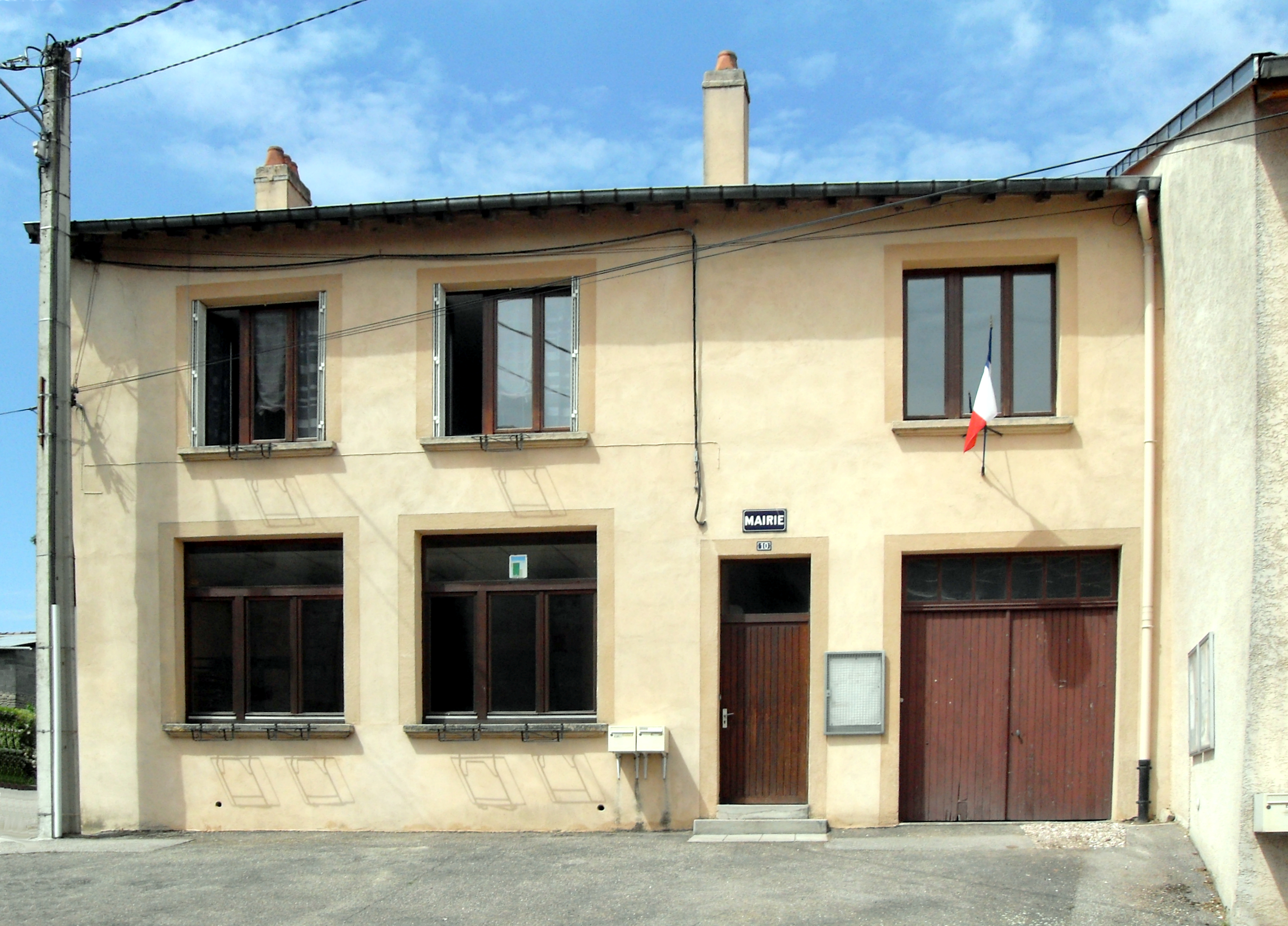
La mairie.

## Population et société

### Démographie
L'évolution du nombre d'habitants est connue à travers les recensements de la population effectués dans la commune depuis 1793. Pour les communes de moins de 10 000 habitants, une enquête de recensement portant sur toute la population est réalisée tous les cinq ans, les populations de référence des années intermédiaires étant quant à elles estimées par interpolation ou extrapolation. Pour la commune, le premier recensement exhaustif entrant dans le cadre du nouveau dispositif a été réalisé en 2007.

En 2022, la commune comptait 75 habitants, en évolution de −8,54 % par rapport à 2016 (Meurthe-et-Moselle : −0,13 %, France hors Mayotte : +2,11 %).
| 1793 | 1800 | 1806 | 1821 | 1831 | 1836 | 1841 | 1846 | 1851 |
| ---- | ---- | ---- | ---- | ---- | ---- | ---- | ---- | ---- |
| 234  | 236  | 257  | 257  | 264  | 264  | 264  | 274  | 263  |

| 1856 | 1861 | 1872 | 1876 | 1881 | 1886 | 1891 | 1896 | 1901 |
| ---- | ---- | ---- | ---- | ---- | ---- | ---- | ---- | ---- |
| 295  | 268  | 233  | 247  | 227  | 207  | 187  | 169  | 174  |

| 1906 | 1911 | 1921 | 1926 | 1931 | 1936 | 1946 | 1954 | 1962 |
| ---- | ---- | ---- | ---- | ---- | ---- | ---- | ---- | ---- |
| 193  | 177  | 154  | 136  | 121  | 126  | 125  | 124  | 120  |

| 1968 | 1975 | 1982 | 1990 | 1999 | 2006 | 2007 | 2012 | 2017 |
| ---- | ---- | ---- | ---- | ---- | ---- | ---- | ---- | ---- |
| 111  | 107  | 117  | 105  | 79   | 90   | 92   | 87   | 81   |

| 2022 | - | - | - | - | - | - | - | - |
| ---- | - | - | - | - | - | - | - | - |
| 75   | - | - | - | - | - | - | - | - |

## Culture locale et patrimoine

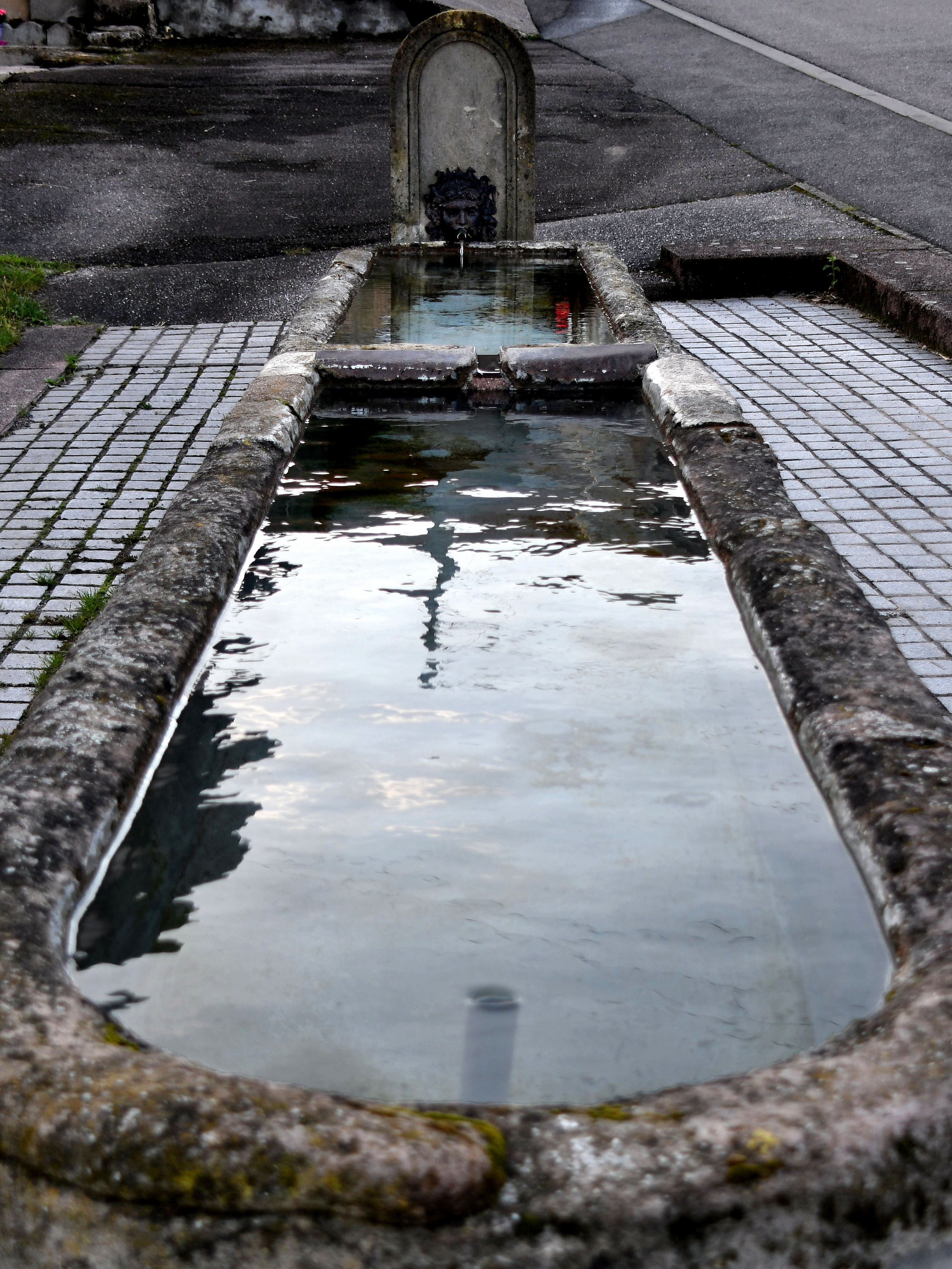
la fontaine de l'ancien guéoir.

### Lieux et monuments
- Vestiges gallo-romains au sommet de la Côte ;
- Voie pré-romaine au lieu-dit la Saulx ;
- Points de vue en différents endroits de la côte d'Essey qui permettent de voir nettement les principaux sommets vosgiens, notamment le Donon à l'est et le Hohneck au sud. Dans la même direction, on peut également voir les immeubles les plus élevés de la ville d'Épinal. Au nord, on aperçoit le sommet de quelques buttes témoins du Saulnois comme les côtes de Delme-Tincry. L'amplitude de la vue est impressionnante.

#### Édifices religieux

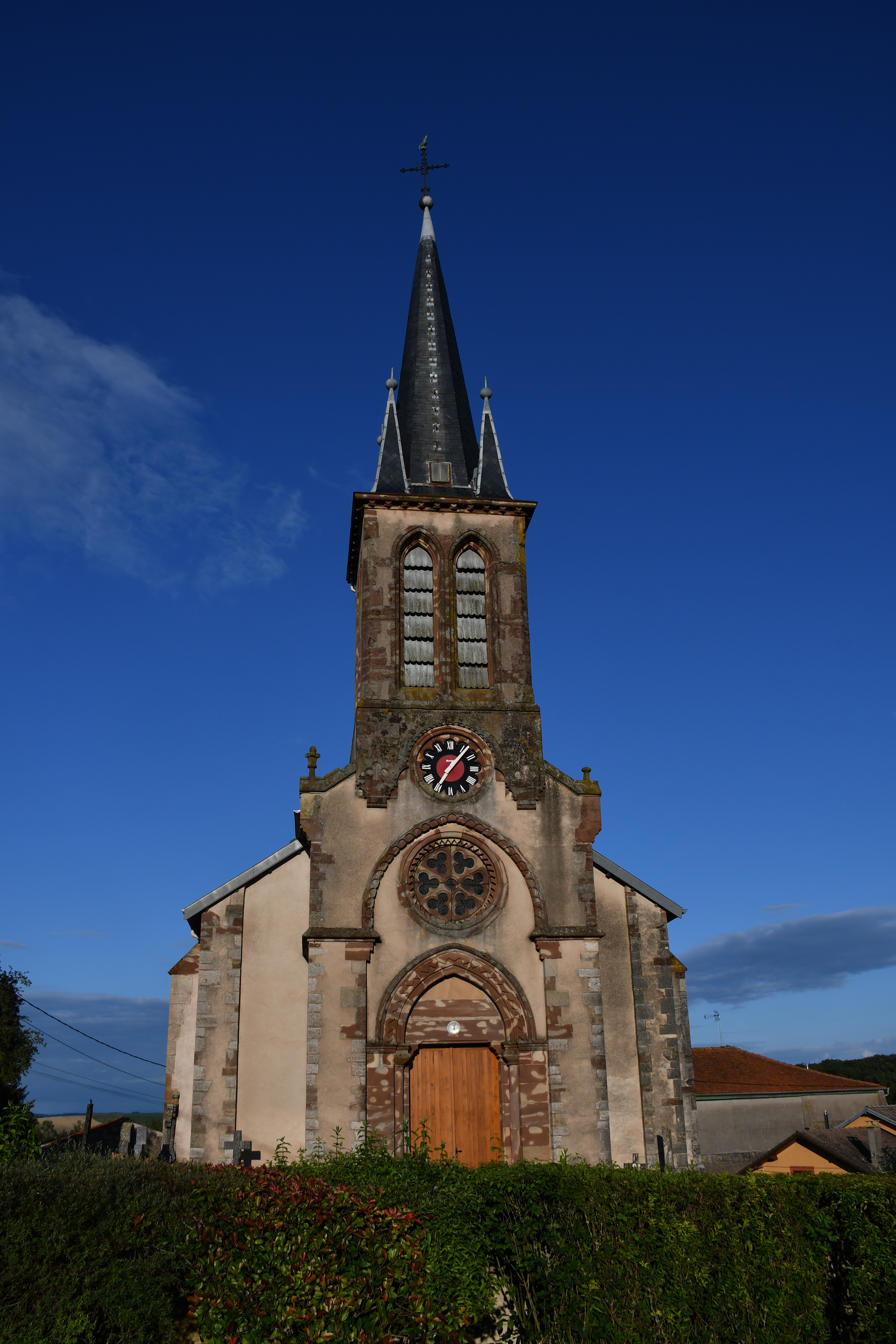
L'église Saint-Sylvestre

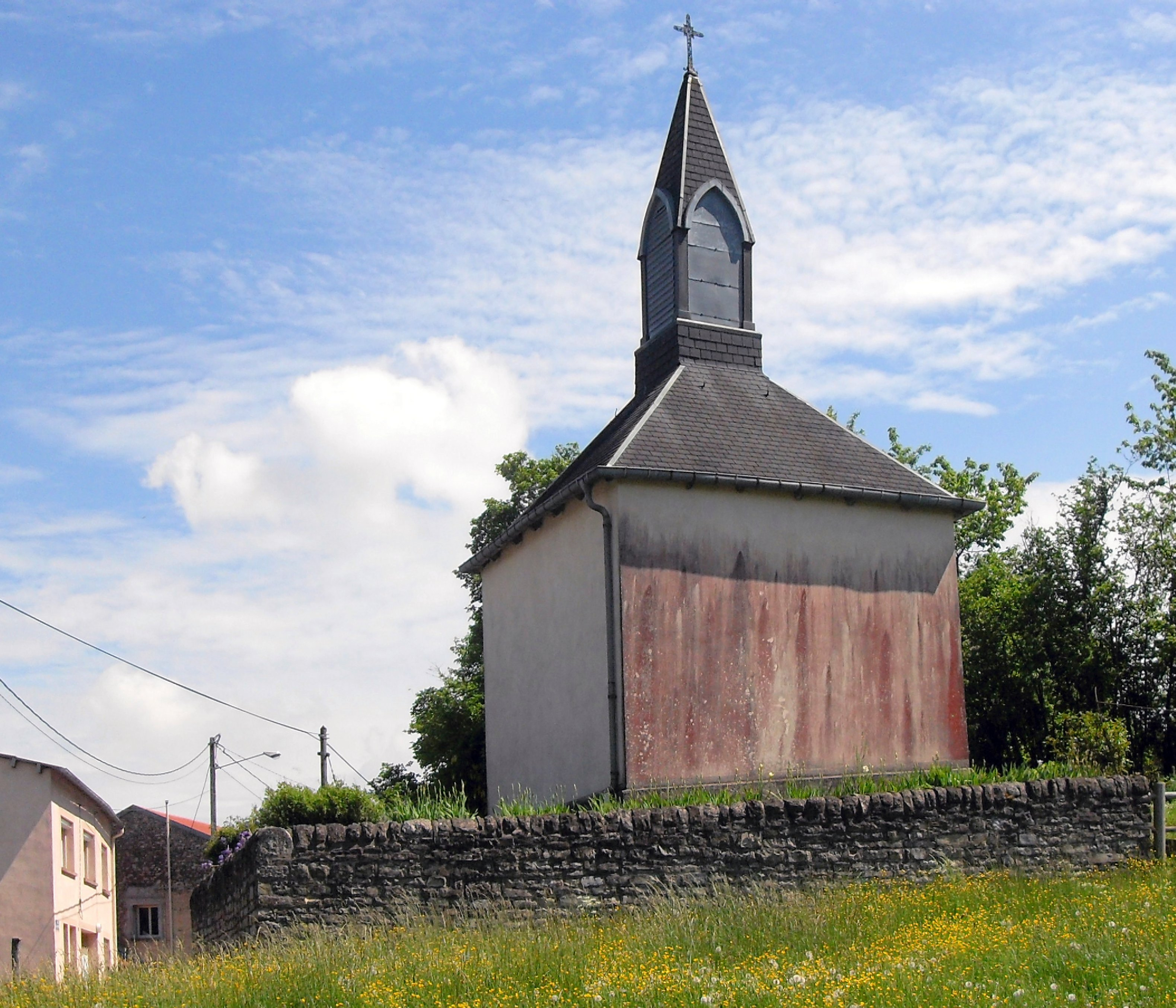
La chapelle sainte-Colombe.

- Église Saint-Sylvestre construite en 1866 et 1867 sur l'emplacement d'une église du XIIIe siècle démolie le 14 mai 1866. La construction de l'église actuelle a été adjugée à Joseph Beaufort, entrepreneur à Laronxe pour un montant de 24 000 francs. 8 040 francs ont été apportés sous forme de souscription. Les plans déposés à la sous-préfecture de Lunéville sont de « l'architecte aux 120 églises », monsieur Léon Vautrin. Les fonts baptismaux proviennent de l'église précédente ainsi que les cloches qui datent de 1822. Elles sont de Thuillié, fondeur à Nancy. Un accident corporel grave s'est produit lors de la couverture du clocher en 1867 ; la chute d'une échelle a entraîné la chute de deux ferblantiers dont l'un fut gravement blessé[51]. L'église a été consacrée le 10 septembre 1867[52]. Le 24 juin 1922, le maire sollicite l'autorisation du préfet pour faire procéder au remplacement du vitrail d'une fenêtre latérale gauche qui avait été détruit par un obus allemand en août 1914[53]. Selon la presse locale, les autres vitraux datent de 1937 et ont été produits par les ateliers Benoît frères à Nancy. En guise d'inauguration, ils ont été bénis par le chanoine Simon le 14 juillet 1937. Le chanoine Simon est né à Essey dans une famille bien connue du secteur. Au moment de cette inauguration, il était secrétaire de l'évêché de Nancy et de Toul[54].

- Chapelle Sainte-Colombe située à l'entrée du village par Vennezey. Son linteau porte la date de 1737. Elle aurait été érigée par les habitants du village en hommage à « Notre-Dame de Bon Secours » pour la remercier de les avoir préservés de la peste.

### Personnalités liées à la commune

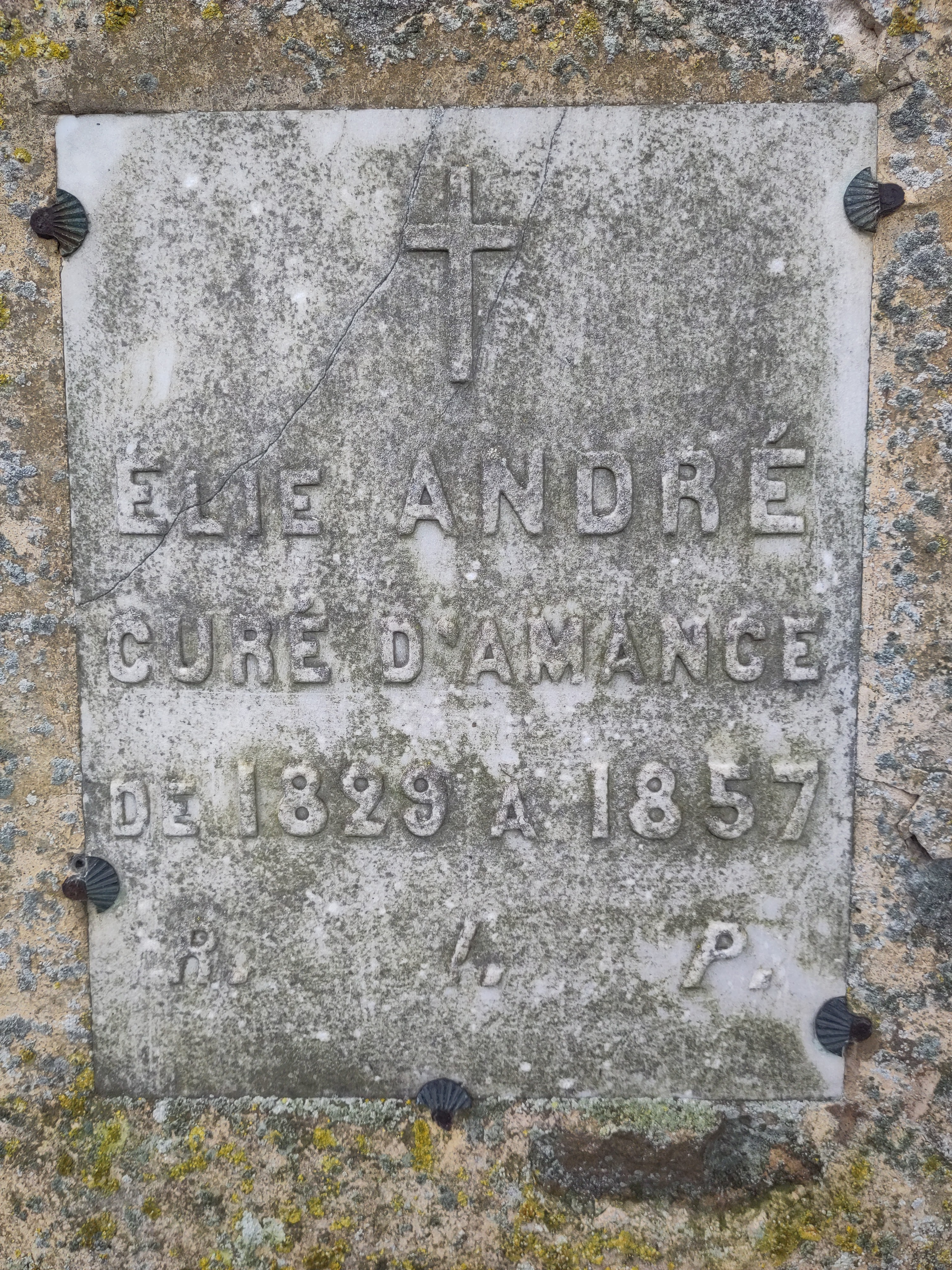
Plaque à la mémoire d'Élie André sur l'église d'Amance.

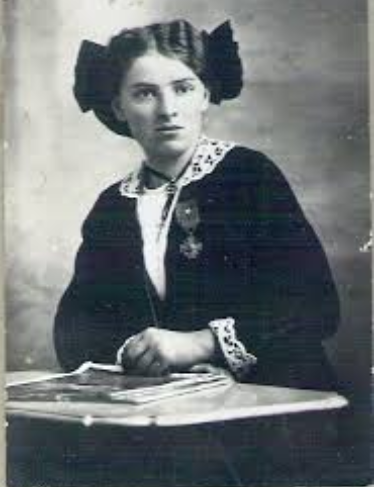
Louisa Simon portant la croix de guerre.

- François Élie André, curé d'Amance : né le 14 février 1805 à Essey, mort le 26 décembre 1857 à Amance (Meurthe-et-Moselle) ; ordonné prêtre le 28 juillet 1828. Il était très apprécié de ses paroissiens qui témoignèrent leur attachement par cette épitaphe : Au père des pauvres, à l'ami des enfants, pieux souvenir. François Elie André, né à Essey-la-Côte, curé d'Amance, le 1er juillet 1829, est mort le 26 Xbre 1857, unanimement regretté de ses parents et de sa paroisse. Vous qui avez été les témoins de son zèle, de sa charité et de sa patience, ne l'oubliez pas devant le Seigneur[55]. Une plaque à sa mémoire figure à l'entrée de l'église d'Amance (54). Son frère aîné Jean François fut également prêtre. Après être passé par les cures de Boudonville, Arnaville et Manonville, il alla s'installer à Alger en 1847[56].

- Louisa Simon : née à Essey-la-Côte en 1896, a reçu une citation à l'ordre de la division militaire et fut décorée de la Croix de guerre. À l'âge de 17 ans en août 1914 et avant même la fin des combats, elle porta courageusement secours aux soldats blessés lors de la bataille de Rozelieures[57],[58].

### Héraldique
| Blason de Essey-la-Côte | Blason  | De gueules à la montagne d’or chargée d’un pal de sable accompagnée en chef de deux alérions d’argent. |
| Blason de Essey-la-Côte | Détails | Le statut officiel du blason reste à déterminer.                                                       |

### Blason populaire
Les habitants étaient surnommés « les têtes de jotes »,,. Dans la langue locale, la « jote » est un chou.